# 120mm迫撃砲PM-43

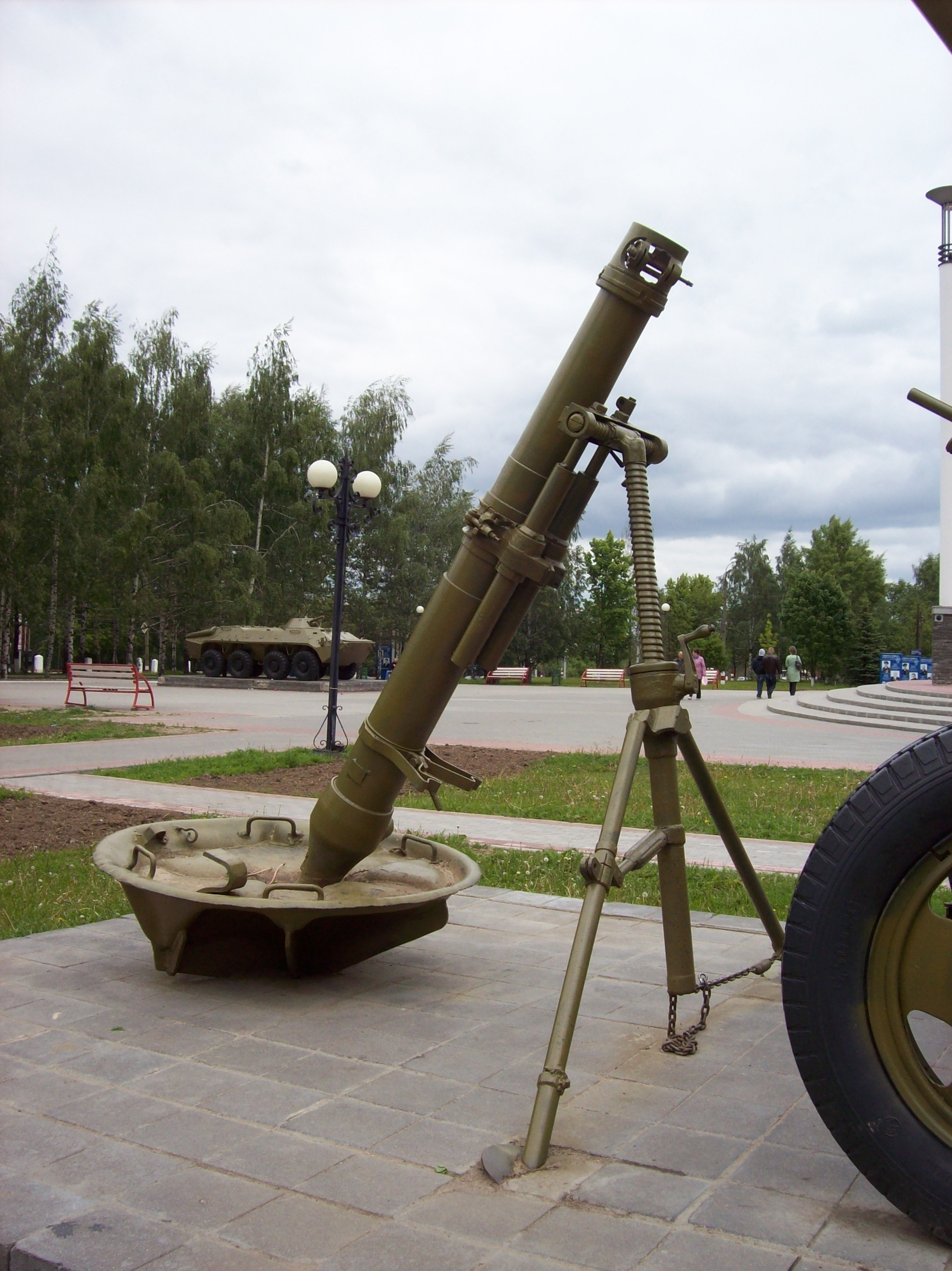

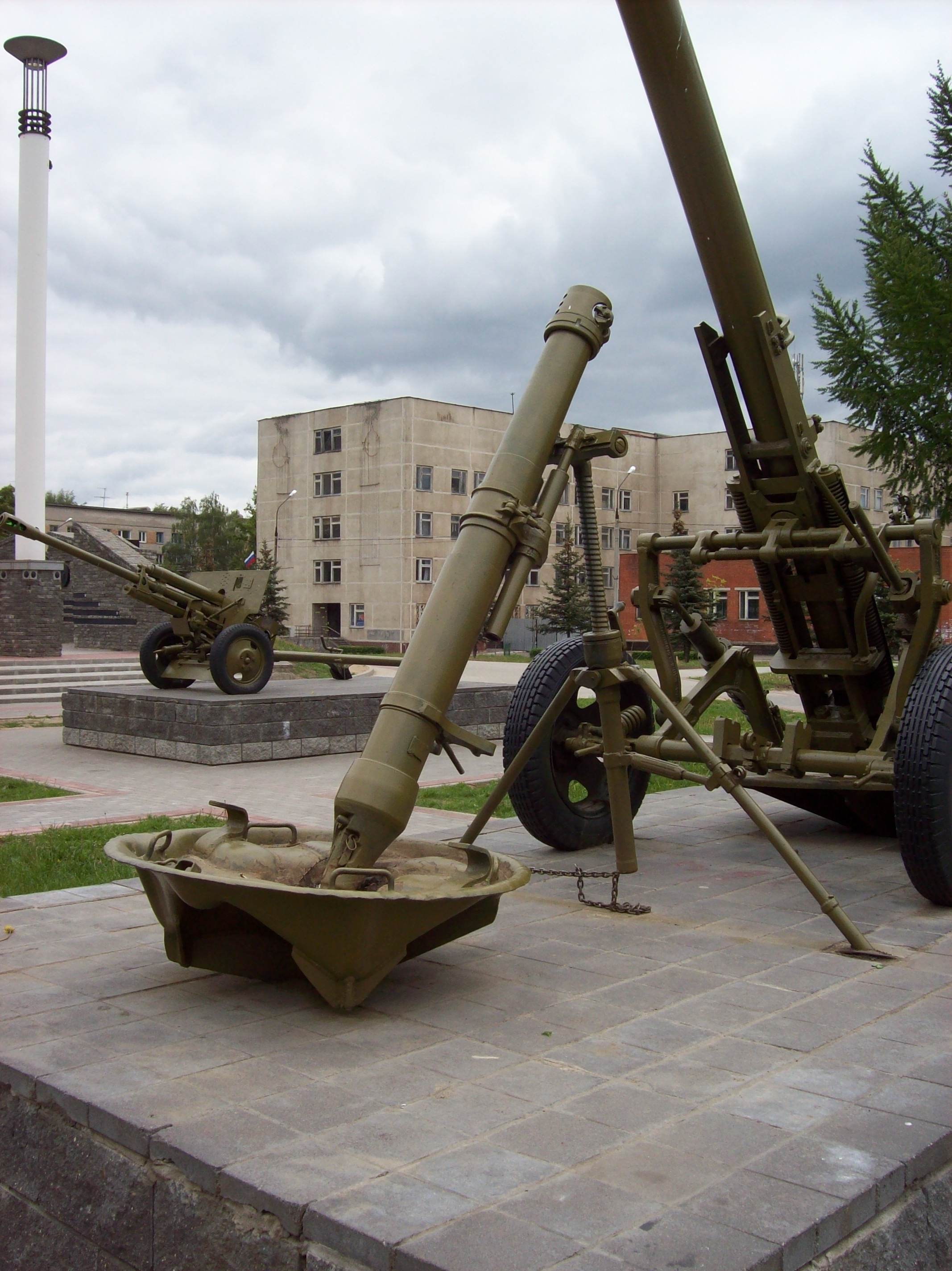

120mm迫撃砲PM-43(ロシア語：120-мм полковой миномёт обр. 1943 г.)とは第二次世界大戦で赤軍が使用した重迫撃砲である。

## 概要
полковой миномётとはロシア語で連隊迫撃砲という意味で連隊レベルの火力支援部隊で運用された。
120mm迫撃砲PM-38をА. А. Котова が再設計した改良型で、後継として1943年に採用された。改良点は、緩衝器を大型とし、精巧な高低旋回歯車装置を採用した。。
戦後もソ連地上軍により長い間運用されたが、その際は名前と異なり連隊用の兵器としては扱われず、自動車化狙撃大隊に配属される大隊用兵器として扱われた。現在では新型の120mm迫撃砲2B11（en）への更新が進み、第一線部隊からは退いている。
本迫撃砲は、移動時にはPM-38と同様の2輪トレーラーに積載して牽引された。冷戦期のソ連地上軍においては、移動時の牽引にMT-LB牽引車・GAZ-66トラック・GAZ-69小型トラック等が用いられた。また車両による牽引が不可能な場合は、砲身・底板・脚に分解して駄載または人力搬送もできる。
1970年代のソ連地上軍における編成では、本迫撃砲2門と牽引車両2門で1個迫撃砲小隊を結成、3個迫撃砲小隊に中隊本部を加えた本迫撃砲6門で1個迫撃砲中隊となり、1個自動車化狙撃大隊に所属した。また空挺軍においても、1個空挺連隊につき本迫撃砲6門と牽引用GAZ-66トラック6台・GAZ-69小型トラック3台等で構成された1個迫撃砲中隊が所属した。

## スペック
- 口径：120mm
- 重量：280 kg
- 銃身長：1,862 mm
- 砲弾重量：16 kg
- 発射速度：15発/分
- 初速：272m/s
- 最大射程：5,700m

## 運用国

### 現用
- カーボベルデ - 2023年時点で、カーボベルデ国家警備隊が6門のPM-43を保有[4]。
- エジプト - 2024年時点で、エジプト陸軍が1800門のPM-43を保有[5]。
- ギニアビサウ - 2024年時点で、ギニアビサウ陸軍が8門のPM-43を保有[6]。
- マダガスカル - 2023年時点で、マダガスカル陸軍が8門のPM-43を保有[7]。
- タンザニア - 2024年時点で、タンザニア陸軍が50門のPM-43を保有[8]。